# Mogwai Young Team
Mogwai Young Team, solitamente conosciuto come Young Team, è l'album d'esordio della band scozzese Mogwai. Registrato durante l'estate del 1997 presso gli MCM Studios, è album quasi interamente strumentale. L'unica canzone cantata è R U Still in 2 It, con la voce di Aidan Moffat.
È l'unico album della band senza Barry Burns, che entrerà a farvi parte ufficialmente in un secondo tempo, e con Brendan O'Hare che invece lascerà.

## Formazione

### Gruppo
- Stuart Braithwaite (pLasmatroN nel booklet) - chitarra
- Dominic Aitchison (DEMONIC nel booklet) - basso
- Martin Bulloch (bionic nel booklet) - batteria
- John Cummings (Cpt. Meat nel booklet) - chitarra
- Brendan O'Hare (+the relic+ nel booklet) - tastiere

### Altri musicisti
- Aidan Moffat - voce
- Shona Brown - flauto

## Tracce
1. Yes! I Am a Long Way from Home – 5:57 - (Dominic Aitchison)
2. Like Herod – 11:41 - (Dominic Aitchison, Stuart Braithwaite, John Cummings, Martin Bulloch)
3. Katrien – 5:24 - (Dominic Aitchison, Stuart Braithwaite)
4. Radar Maker – 1:35 - (John Cummings)
5. Tracy – 7:19 - (Dominic Aitchison, Stuart Braithwaite, John Cummings)
6. Summer (Priority version) – 3:28 - (Dominic Aitchison, Stuart Braithwaite)
7. With Portfolio – 3:10 - (Brendan O'Hare, Dominic Aitchison, John Cummings, Stuart Braithwaite, Martin Bulloch)
8. R U Still in 2 It – 7:20 - (musica: Stuart Braithwaite - testo: Aidan Moffat)
9. A Cheery Wave from Stranded Youngsters – 2:18 - (Stuart Braithwaite, Martin Bulloch)
10. Mogwai Fear Satan – 16:19 - (Stuart Braithwaite, Dominic Aitchison, Martin Bulloch)

## Edizione giapponese
Nel 1999 è stata pubblicata una versione giapponese contenente l'EP 4 Satin come bonus..

## Edizione deluxe
Nel 2008 l'etichetta Chemikal Underground ha pubblicato una versione deluxe con un secondo CD. In questo CD sono contenute alcune canzoni live, canzoni pubblicate in uscite secondarie e l'inedito Young Face Gone Wrong. Ne è stata pubblicata anche una versione in 4 vinili in sole 2000 copie..

### Tracce
1. Young Face Gone Wrong – 2:58    (non pubblicata in precedenza)
2. I Don't Know What To Say - 1:15   (originariamente pubblicata in Radio 1 sound city cd [NME], 1998)
3. I Can't Remember - 3:14   (originariamente pubblicata in Glasgow compilation 7" [Plastic cowboy, 1998])
4. Honey - 4:18   (originariamente pubblicata in un tributo agli Spacemen 3 [Rocketgirl, 1998])
5. Katrien (live) - 5:31   (registrata dal vivo al Lounge Ax, Chicago, 15-10-1997)
6. R U Still In 2 It (live) - 8:01   (registrata dal vivo al Mary Anne Hobbs Show, BBC Radio 1, 28-10-1997)
7. Like Herod (live) - 7:53   (registrata dal vivo al T in The Park, Strathclyde country park, 1997)
8. Summer (Priority) (live) - 2:59   (registrata dal vivo per Wnyu, New York City, 1997)
9. Mogwai Fear Satan (live) - 10:26   (registrata dal vivo al Chemikal underground 5º birthday party, Glasgow, 12-03-2000)